# Братская могила советских воинов Южного фронта
Братская могила советских воинов Южного фронта в Ларино расположена в сквере возле железнодорожной станции «Ларино» в Донецке. Памятник истории местного значения (№ 55, взят на государственный учет 17.12.1969 г. решением № 724).
В 1957 году на месте братской могилы был сооружён памятник из железобетона и кирпича высотой 3 м.
Скульпторы: Л.А. Бринь, В.П. Полоник.
Памятник установлен на братской могиле воинов Красной Армии, погибших при освобождении Донецка в Великую Отечественную войну 6 сентября 1943 года. Всего в захоронении 48 погибших. Имена сорока четырёх неизвестны. Установлены лишь четверо:
- Васьков П. С.;
- Перевозчиков С. В.;
- Южаков А. Н.;
- Янтурин Р. А.

Рядом с памятником 9 мая 2010 года, в ознаменование 65-летия Победы в Великой Отечественной войне, был установлен поклонный крест.

## Местонахождение
г. Донецк, Будённовский район, Ларино, улица Вокзальная, 7.
Как добраться из Донецка:
- от автостанции «Центр» автобусом № 80;
- от автостанции «Будённовская» автобусом № 81;
- от железнодорожной станции Донецк-2 электричками: «Цукуха-Иловайск» или «Ясиноватая-Иловайск».